# Is It 'cos I'm Cool?
Is It 'cos I'm Cool? è un singolo del DJ tedesco Mousse T., pubblicato il 16 febbraio 2004.

## Descrizione
La canzone è stata scritta da Errol Rennalls e Mousse T. e prodotta da quest'ultimo, che l'ha interpretata insieme alla cantante Emma Lanford. È stata tratta dal disco All Nite Madness del dj e ha ottenuto un grande successo nel 2004 in tutta Europa.
Con questa canzone, la cantante ha partecipato all'edizione di quell'estate del Festivalbar, vinta poi da Zucchero Fornaciari con il brano Il grande Baboomba, altra canzone a cui ha collaborato Mousse T.

## Tracce
CD-Maxi (Phonag 0077543JAM)
1. Is It 'cos I'm Cool? (Original Mix) – 3:47
2. Is It 'cos I'm Cool? (So Phat! Radio Edit) – 3:45
3. Is It 'cos I'm Cool? (Theme Of Cool) – 5:54
4. Is It 'cos I'm Cool? (So Phat! Remix) – 6:38
5. Is It 'cos I'm Cool? (Torso Gets Cool Remix) – 6:29

## Classifiche
| Paese       | Posizione massima |
| ----------- | ----------------- |
| Regno Unito | 9                 |
| Austria     | 12                |
| Finlandia   | 13                |
| Italia      | 15                |
| Svizzera    | 27                |
| Germania    | 33                |
| Irlanda     | 35                |
| Australia   | 44                |
| Paesi Bassi | 47                |